# Jersey City, New Jersey
Jersey City este un oraș în comitatul Hudson, New Jersey, Statele Unite ale Americii. Orașul este amplasat la altitudinea de 9-25 m deasupra n.m. pe râul Hudson în apropiere de New York City. El ocupă o suprafață de 54,7 km² din care 38,6 km² este uscat și a avut în anul 2006, 241.791 loc.

## Date demografice
La recensământul din 2000 orașul avea 240.055 loc.
- 88.632 gospodării
- 55.660 familii
- 34,01 % erau albi
- 28,32 % afro-americani
- 0,45 % amerindieni
- 16,20 % asiatici
- 0,08 % loc. ai insulelor din Pacific
- 15,11 % alte grupări etnice
- 5,84 % mulatri și metiși
- 28,31 % latino-americani

## Industrie
Golful Hudson este un port natural din secolul XIX, al orașelor Jersey și New York. Această poziție geografică a determinat ca cele două orașe să joace un rol important în dezvoltarea regiunii.

## Personalități marcante
- Evangeline Adams, astroloagă
- William R. Bennett, fizician
- Philip Bosco, actorr
- Alphaeus Philemon Cole, artist
- Richard Conte, actor
- Art Cross, pilot de formula 1
- William Wallace Gilchrist, compozitor
- Fanny Angelina Hesse, microbiolog
- Richard Kuklinski, ucigaș
- Nathan Lane, actor
- Norman Lloyd, actor, regizor
- Jimmy Lyons, saxofonist
- Christina Milian, cântăreață, actriță
- Lawrence Roman, scenarist
- Basil Ruysdael, actor
- Joseph Sargent, actor, regizor
- Ed Shaughnessy, baterist
- Frank Sinatra jr., pianist, actor,
- Nancy Sinatra, cântăreață, actriță
- Norma Talmadge, actriță
- Phil Urso, saxofonist
- Malcolm-Jamal Warner, cântăreț, actor
- Zakk Wylde, ghitarrist, cântăreț
- Maury Yeston, compozitor
- Susan Flannery, actriță